# Nitrobarite
La nitrobarite è un minerale.